# Гершель (космічний телескоп)
Космічна обсерваторія Гершеля — космічна обсерваторія Європейського космічного агентства (ESA). Працювала з 2009 по 2013 рік й у свій час була найбільшим космічним інфрачервоним телескопом. Телескоп мав 3,5-метрове дзеркало та прилади, чутливі до далекого інфрачервоного та субміліметрового діапазонів хвиль (55–672 мкм). Обсерваторія була четвертою й останньою наріжною місією в програмі Horizon 2000  після SOHO/Cluster II, XMM-Newton і Rosetta.
Космічний апарат було виведено на орбіту ракетоносієм Ariane 5 у травні 2009 року й приблизно через два місяці він досягнув другої точки Лагранжа (L2) системи Земля — Сонце, що перебуває на відстані близько 1,5 млн км від Землі.
Обсерваторія названа на честь сера Вільяма Гершеля, першовідкривача інфрачервоного спектра, і його сестри та колеги Кароліни Гершель.
Обсерваторія була здатна бачити об'єкти в космосі, які складно спостерігати через оптичні телескопи, наприклад, об'єкти, що випромінюють світло на інфрачервоних та субміліметрових довжинах хвиль та об'єкти, спостереженню яких заважає міжзоряний пил. Наприклад, досліджувались області утворення зір та галактики, що тільки починали наповнюватися новими зорями. Обсерваторія досліджувала зореутворюючі хмари, щоб простежити за утворенням потенційно важливих для життя молекул, таких як вода.
Тривалість роботи телескопа залежала від кріогенної рідини (надплинного гелію), необхідної для його інструментів. Гелій поступово випаровувався й інструменти переставали працювати належним чином. На момент запуску передбачалося, що його робота триватиме 3,5 роки (приблизно до кінця 2012 року). Він продовжував працювати до 29 квітня 2013 року 15:20 UTC, коли запаси охолоджувача закінчилися.
NASA було партнером місії «Гершель», відповідно американські учасники зробили свій внесок у місію та надали інструментальну технологію і спонсорували NASA Herchel Science Center (NHSC) у Центрі обробки та аналізу інфрачервоних даних (англ. IPAC) та Herschel Data Search у Науковому архіві інфрачервоних даних (англ. IRSA).

## Історія
Ідея створення величезного орбітального інфрачервоного телескопа народилася 1982 року у європейських дослідників. У розробці телескопа під керівництвом Європейського космічного агентства брали участь десять країн, зокрема, США і Росія[джерело?]. Через 27 років ракета-носій Ariane-5 стартувала з космодрому у французькій Гвіані.
Спочатку телескоп називали FIRST (абревіатура від англ. Far InfraRed and Submillimetre Telescope — телескоп далекого інфрачервоного й субміліметрового діапазонів).

## Огляд місії
У свій час телескоп Гершеля став найбільшим серед виведених за межі Землі. Діаметр його головного дзеркала — однієї з найважливіших компонентів оптичної системи — становить 3,5 м. Для порівняння, головне дзеркало «Хаббла» приблизно на метр менше — його діаметр становить 2,4 метра. За площею дзеркало «Гершеля» перевищує дзеркало «Хаббла» більш ніж удвічі (9,6 м² проти 4,5 м²). Від площі головного дзеркала опосередковано залежить «гострота зору» телескопа — що воно більше, то більше випромінювання зможе зібрати.
«Гершель» бачить Всесвіт не в оптичному, а в інфрачервоному й субміліметровому діапазонах. Усі створені доти космічні інфрачервоні телескопи за своїми розмірами навіть не наближалися до «Гершеля»: іхні дзеркала збирали приблизно у 20 разів менше випромінювання.
Людський зір обмежений вузьким інтервалом довжин хвиль від 360 до 730 нм, що отримав назву видимого світла. Видиме світло служило основним джерелом інформації про космос до середини XX ст.
У міру накопичення нових знань астрономи переконалися в тому, що наші очі, навіть посилені потужними телескопами, є малопридатним інструментом для вивчення Всесвіту. Видимого світла в космосі дуже мало й воно несе лише дещицю інформації про властивості космічних тіл. Однією з головних перешкод для видимого світла є пил, якого досить багато в космічному просторі. Діаметр часток пилу порівняний із довжиною хвиль видимого світла, тому порошинки ефективно відбивають і поглинають його.
Пил незмінно оточує народжувані зорі й планети з тієї простої причини, що саме з малесеньких часток космічного пилу й газу формуються величезні космічні тіла. Пил не затримує випромінювання назавжди — він випромінює, але вже не в оптичному, а в інфрачервоному діапазоні. Для телескопів, що працюють в оптичному діапазоні, пил є непереборною перешкодою, що приховує об'єкти спостереження.
Саме в інфрачервоному діапазоні світять холодні області Всесвіту. Недавні дослідження довели, що багато галактик випромінюють лише інфрачервоне випромінювання.[джерело?] Загалом близько половини світла зір за весь час існування Всесвіту, було випромінено в інфрачервоному діапазоні.
У першу чергу, інфрачервоний телескоп дозволяє астрономам побачити Всесвіт без пилу. «Гершель» вловлює випущене порошинками випромінювання, отримане від інших космічних тіл. Аналізуючи його, вчені можуть скласти уявлення про початкове світло. Наприклад, про світло, що випромінюється під час утворення зір і планет.
Ще один об'єкт вивчення нового телескопа — це комети. Вони складаються переважно з водяного льоду, метану та вуглекислого газу і несуть в собі речовину, з якої складався молодий Всесвіт. Протягом еволюції Всесвіту речови́ни, що утворилися в результаті Великого вибуху та невдовзі після нього, зазнавали численних перетворень. Комети несуть в собі частинки первинного космосу, тому їх дослідження є критично важливим для складання картини Всесвіту.
Телескоп «Гершель» зможе вивчати не тільки еволюцію, а й хімію Всесвіту. Внаслідок Великого Вибуху утворилося лише три найлегших елемента — водень, гелій і літій — а всі інші утворилися в зоряних «печах». Зокрема й елементи, з яких побудовані живі істоти. Вивчення хімічного складу різних областей космосу допоможе не тільки уточнити закони еволюції зір, але й (імовірно) з'ясувати питання про механізми появи життя.

## Розробка
У 1982 р. ЄКА запропонувало телескоп далекого інфрачервоного та субміліметрового діапазону (FIRST). Довгостроковий план ЄКА «Horizon 2000», складений у 1984 році, передбачав місію високопродуктивної гетеродинної спектроскопії як одну з основних. У 1986 році FIRST було адаптовано під цю місію. Його обрали для впровадження в 1993 році після промислового дослідження в 1992—1993 роках. Концепція була перероблена з навколоземної орбіти на точку Лагранжа L2 після отриманого досвіду у 1995—1998 роках в Інфрачервоній космічній обсерваторії (англ. ISO), що була розроблена для вивчення інфрачервоного світла з довжинами хвиль від 2,5 до 240 мкм. 
У 2000 році FIRST було перейменовано на Herschel на честь Вільяма Гершеля, який відкрив інфрачервоне випромінювання. Після проведення тендеру у 2000 році виготовлення почалося у 2001 році.

## Наукова мета
Гершель мав спеціалізуватися на зборі світла від об'єктів у Сонячній системі, а також Чумацького Шляху та навіть позагалактичних об'єктів, таких як новоутворені галактики. Було визначено чотири основні напрямки досліджень:
1. Утворення галактик у ранньому Всесвіті та еволюція галактик;
2. Зореутворення та його взаємодія з міжзоряним середовищем;
3. Хімічний склад атмосфер і поверхонь тіл Сонячної системи, включаючи планети, комети і супутники;
4. Молекулярна хімія у Всесвіті.

## Конструкція
Космічна обсерваторія охоплювала далекий інфрачервоний і субміліметровий діапазони хвиль.
Обсерваторія складалася з трьох підсистем:
- Власне телескоп, основною деталлю якого є 3,5-метрове головне дзеркало. Воно захищене від надмірного випромінювання спеціальним екраном, на якому розташовані сонячні батареї.
- Детектори, на які потрапляє зібране телескопом випромінювання.
- Сервісний модуль для виконання технічних функцій з підтримання роботи телескопа, обробки даних спостережень, зміни орбіти та зв'язку з Землею.

### Телескоп
У свій час телескоп «Гершеля» був найбільшим у космосі. Його головне дзеркало має діаметр 3,5 метри. Замість скла для виготовлення було використано спечений карбід кремнію. Заготовку дзеркала виготовила компанія Boostec у Тарбі, Франція; дзеркало відшліфувала та відполірувала компанія Opteon Ltd. в обсерваторії Туорла, Фінляндія. Потім в обсерваторії Калар-Альто в Іспанії шляхом вакуумного осадження на дзеркало нанесли адгезивну хромонікелеву плівку й відбивну плівку з алюмінію.

### Детектори
Випромінювання, зібране телескопом, фокусувалося на три прилади, детектори яких охолоджували до температури нижче 2 К (−271 °C). Інструменти охолоджувалися понад 2300 літрами (510 імпгаллонів; 610 галлонів США) рідкого гелію, який википав у майже вакуумі при температурі приблизно 1,4 K (−272 °C). Забезпечення гелієм було основними обмеженням терміну експлуатації космічної обсерваторії; спочатку передбачалося, що вона працюватиме щонайменше три роки.

#### PACS
Камера для обробки зображень і спектрометр з низькою роздільною здатністю (англ. Photodetector Array Camera and Spectrometer), що охоплює довжини хвиль від 55 до 210 мкм, розроблені та створені Інститутом позаземної фізики Товариства Макса Планка. Спектрометр мав спектральну роздільну здатність від R=1000 до R=5000 і міг виявляти слабкі сигнали до -63 дБ. Він працював як інтегральний польовий спектрограф, поєднуючи просторову і спектральну роздільну здатність. Камера для обробки зображень могла знімати зображення одночасно у двох діапазонах (60–85/85–130 мкм і 130—210 мкм) з межею виявлення в кілька міліянських.

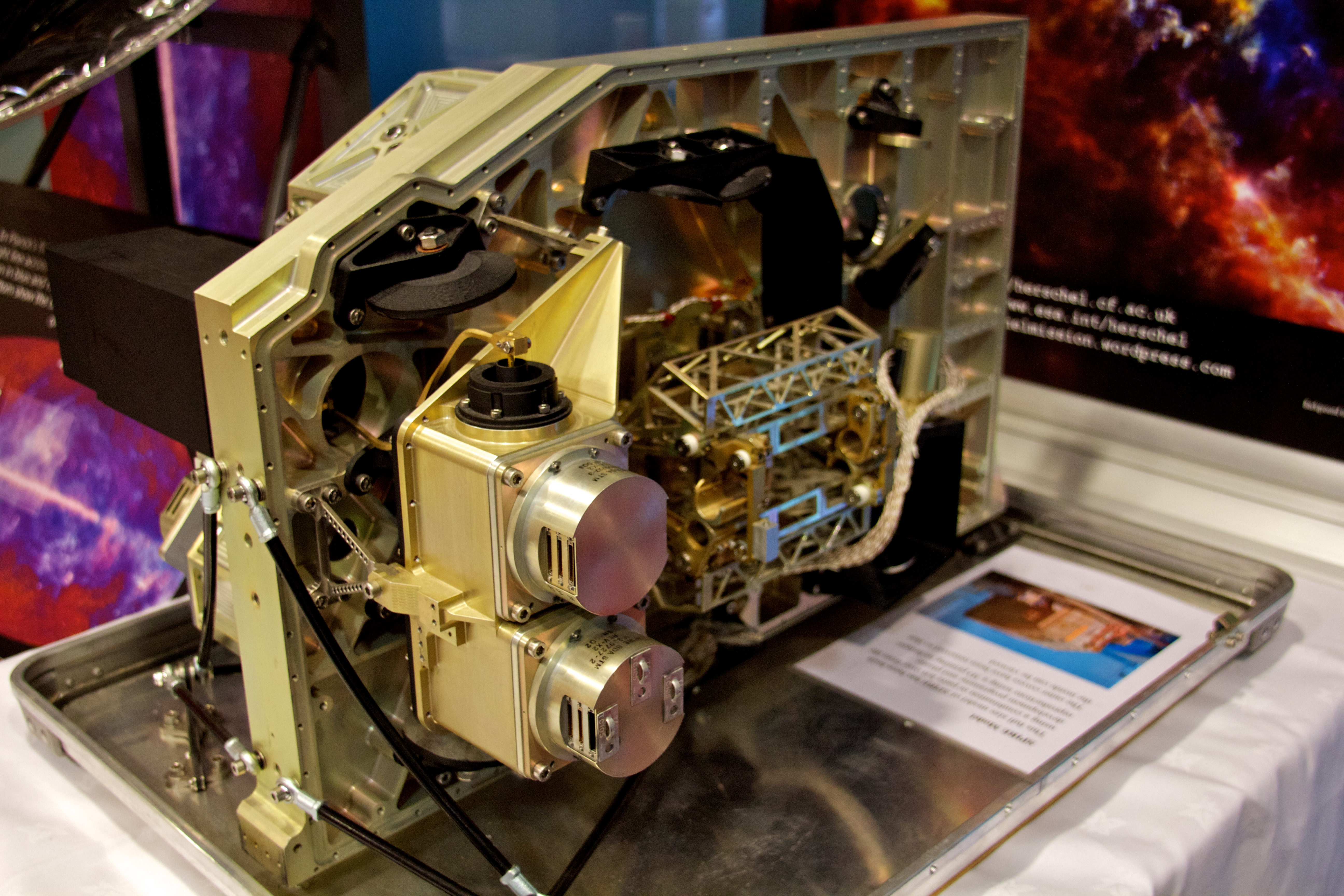
Модель приладу SPIRE

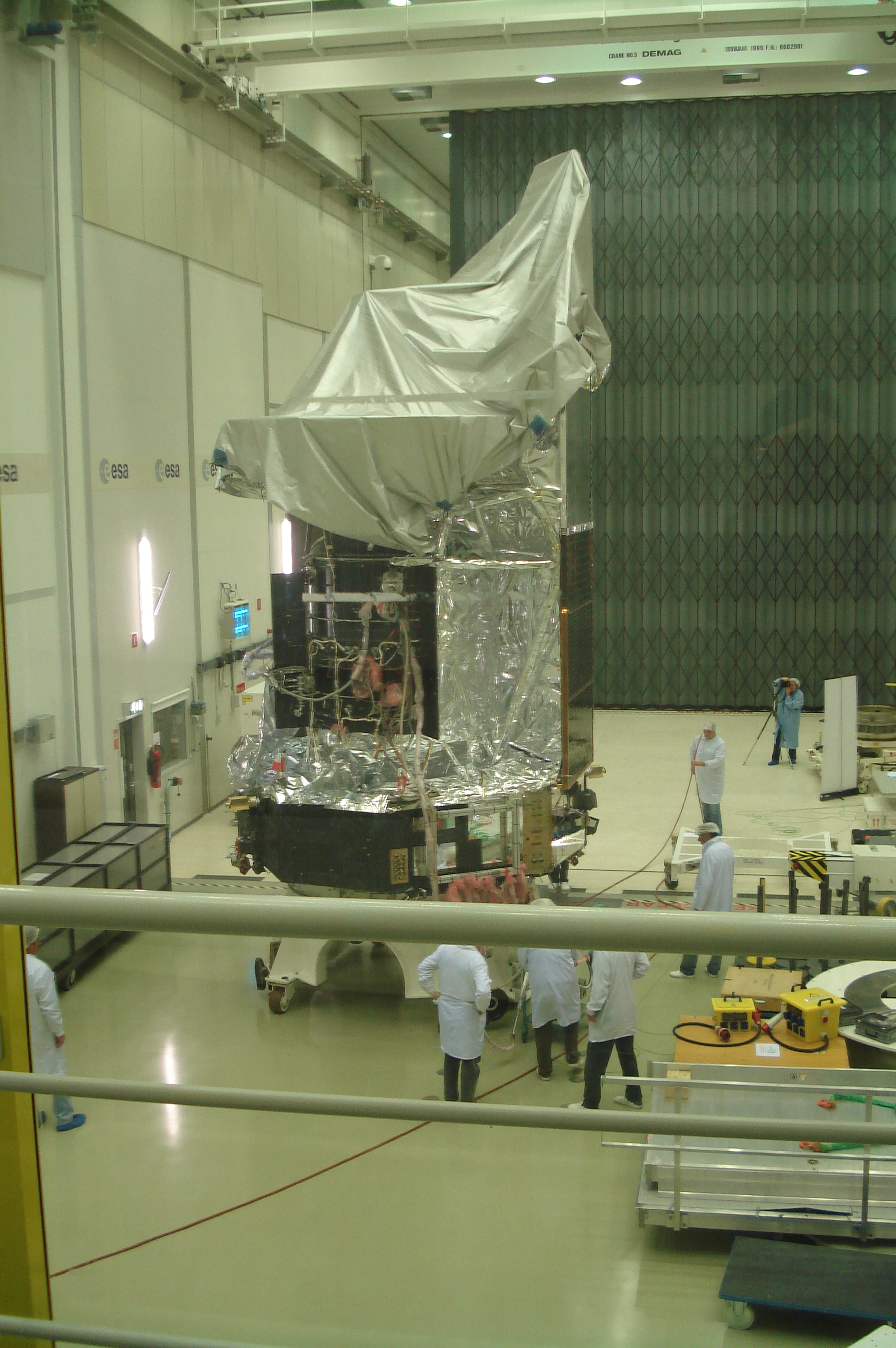
Гершель в чистій кімнаті

#### SPIRE
Камера для обробки зображень і спектрометр із низькою роздільною здатністю (англ. Spectral and Photometric Imaging REceiver), що охоплює діапазон хвиль від 194 до 672 мкм. Спектрометр мав роздільну здатність від R=40 до R=1000 на довжині хвилі 250 мкм та створювати зображення точкових джерел з яскравістю близько 100 міліянських (мЯн) і протяжних джерел з яскравістю близько 500 мЯн. Камера для обробки зображень мала три смуги, зосереджені на 250, 350 і 500 мкм, кожна з яких мала 139, 88 і 43 пікселі відповідно. Він зміг виявити точкові джерела з яскравістю понад 2 мЯн і від 4 до 9 мЯн для протяжних джерел. Прототип фотокамери SPIRE здійснив політ на висотній кулі BLAST. лабораторія реактивного руху NASA в Пасадені, штат Каліфорнія, вдосконалила та побудувала болометри-«павутини» для цього приладу, який у 40 разів чутливіший за попередні версії. Прилад Herschel-SPIRE створив міжнародний консорціум, до якого входили понад 18 інститутів із восьми країн, серед яких Кардіффський університет був провідним.

#### HIFI
Гетеродинний детектор для далекого інфрачервоного діапазону (англ. Heterodyne Instrument for the Far Infrared), здатний електронно розділяти випромінювання різних довжин хвиль, давав спектральну роздільну здатність до R=107. Спектрометр працював у двох діапазонах довжин хвиль: від 157 до 212 мкм і від 240 до 625 мкм. Нідерландський інститут космічних досліджень SRON очолював весь процес проєктування, конструювання та тестування HIFI. Центр управління приладами HIFI, також під керівництвом SRON, відповідав за отримання та аналіз даних.
NASA розробило та побудувало змішувачі, ланцюги гетеродина та підсилювачі потужності для цього приладу. Науковий центр NASA Herschel, який є частиною Інфрачервоного центру обробки та аналізу в Каліфорнійському технологічному інституті, надав програмне забезпечення для планування та аналізу даних.

### Сервісний модуль
Спільний сервісний модуль (SVM) для місій Гершеля і Планка розробила й побудувала Thales Alenia Space на заводі в Турині, оскільки їхні місії були об'єднані в єдину програму.
За структурою SVM Гершеля і Планка дуже схожі. Обидва SVM мають восьмикутну форму, і для обох кожна панель призначена для розміщення визначеного набору теплових блоків, враховуючи при цьому вимоги до розсіювання тепла різних теплових блоків, інструментів, а також космічного корабля.
Крім того, на обох космічних кораблях було створено загальну конструкцію для систем авіоніки, контролю орієнтації та вимірювання (ACMS), управління командами та даними (CDMS), підсистем живлення та підсистеми відстеження, телеметрії та команди (TT&C).
Усі блоки космічного корабля на SVM резервувалися.

#### Підсистема живлення
На кожному космічному апараті підсистема живлення складається з сонячної батареї, що використовує фотоелектричні комірки з потрійним переходом, акумулятора та блоку керування живленням. Він призначений для взаємодії з 30 секціями кожної сонячної батареї, забезпечує регульовану шину 28 В, розподіляє цю потужність через захищені виходи та забезпечує зарядку та розрядку батареї.
У Гершеля сонячна батарея закріплена на нижній частині перегородки, призначеної для захисту кріостата від сонця. Триосьова система контролю положення підтримує цю перегородку в напрямку Сонця. Верхня частина цієї перегородки вкрита оптичним сонячним відбивачем (OSR), який відбиває 98 % енергії Сонця аби запобігти нагріванню кріостата.

#### Контроль положення та орбіти
Цю функцію виконує комп'ютер керування положенням (ACC), який є платформою для ACMS. Він призначений для виконання вимог наведення і повороту корисного навантаження Гершеля і Планка.
Космічний апарат «Гершель» має тривісну стабілізацію. Абсолютна похибка наведення має бути меншою за 3,7 кутових секунд.
Основним датчиком прямої видимості в обох космічних апаратах є зоряний трекер.

## Запуск та орбіта

Анімація траєкторії космічної обсерваторії Гершель з 14 травня 2009 року по 31 серпня 2013 року
Космічна обсерваторія Гершель·
Земля

Космічний апарат, побудований в Каннському космічному центрі ім. Мандельє за контрактом з компанією Thales Alenia Space, був успішно запущений з Гвіанського космічного центру о 13:12:02 UTC 14 травня 2009 року на борту ракети-носія Ariane 5, разом з космічним апаратом «Планк» і виведений на високоеліптичну орбіту, з апогеєм поблизу другої точки Лагранжа. Відстань у перигеї] становила 270,0 км (заплановано 270,0±4,5), в апогеї — 1 197 080 км (заплановано 1 193 622±151 800), нахил 5,99 град (заплановано 6,00±0,06).
14 червня 2009 року ЄКА надіслало команду на відкриття кришки, що дозволило системі PACS побачити небо і за кілька тижнів передати зображення. Кришка мала залишатися закритою, поки телескоп не вийшов у далекий космос, щоб запобігти забрудненню.
П'ять днів потому ESA опублікувало першу серію тестових фотографій, на яких зображена група M51.
У середині липня 2009 року, приблизно через шістдесят днів після запуску, космічний апарат вийшов на гало-орбіту з середнім радіусом 800 000 км навколо другої точки Лагранжа (L2) системи Земля—Сонце, за 1,5 мільйона кілометрів від Землі.
21 липня 2009 року було оголошено про успішне введення «Гершеля» в експлуатацію, що дозволило розпочати оперативну фазу. Було оголошено про передачу відповідальності від керівника програми Томаса Пассфогеля до керівника місії Йоганнеса Рідінгера.

## Результати

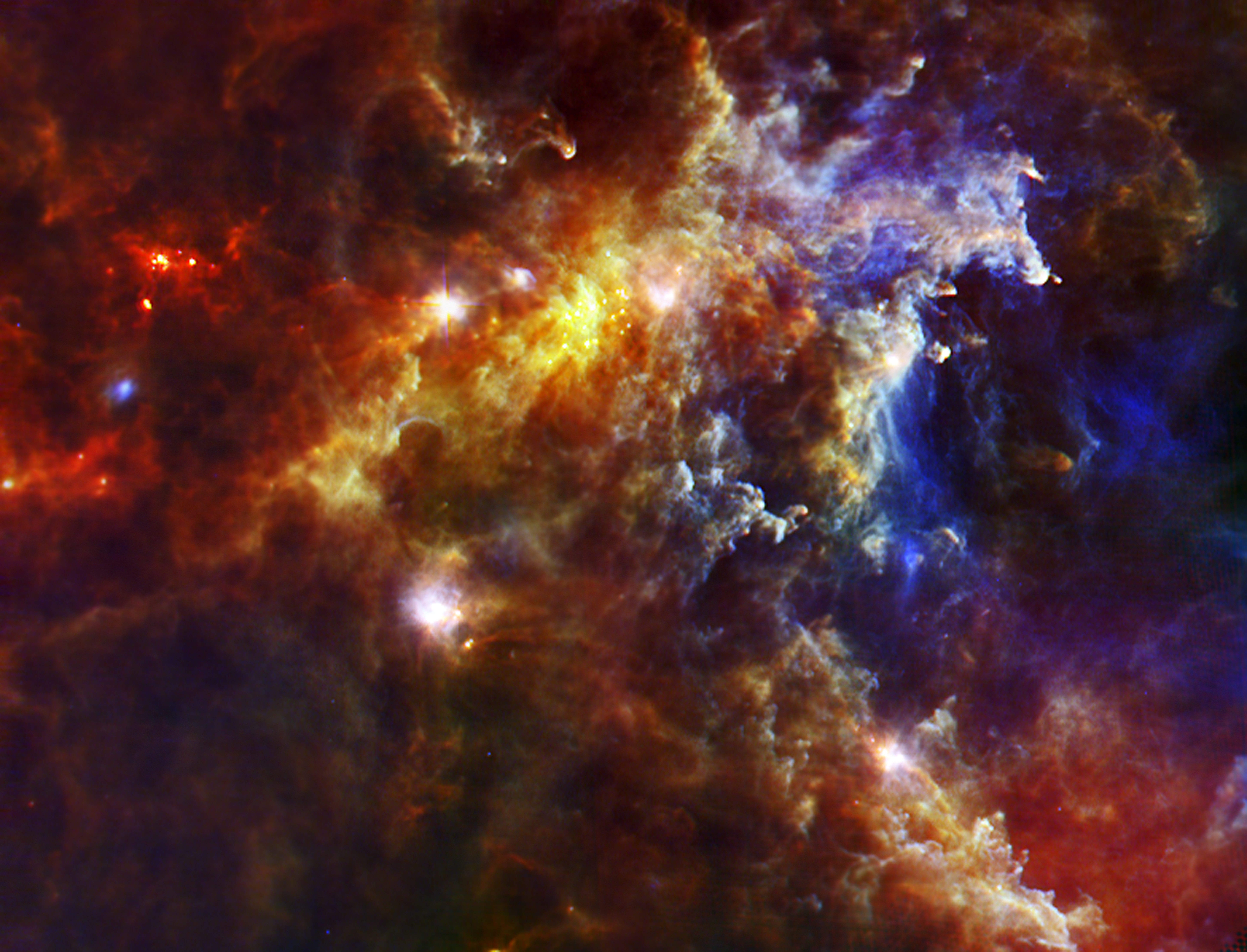
Зображення туманності Rosette, зроблене Гершелем

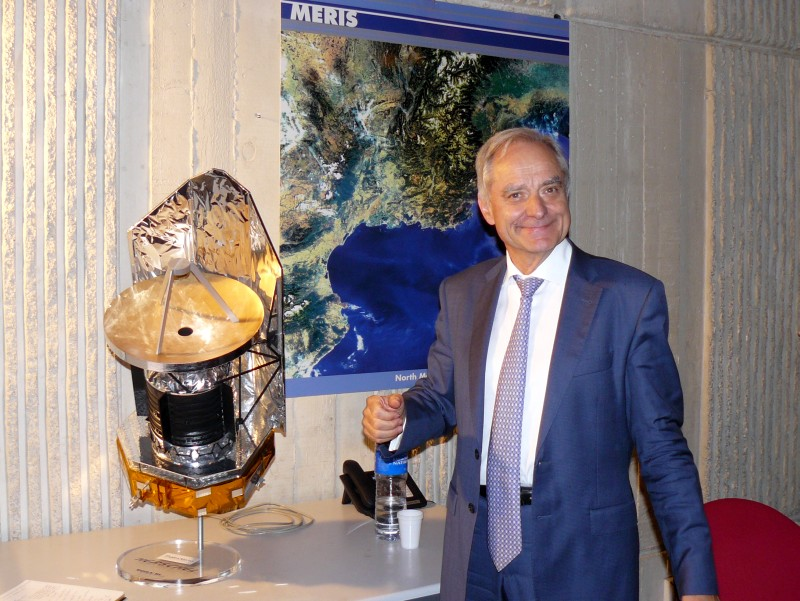
Андре Брагіч, астроном, під час конференції в Каннському космічному центрі Мандельє

Місія Гершеля коштувала 1100 мільйонів євро. Ця сума включає космічний корабель і корисне навантаження, витрати на запуск і місію, а також наукові операції.
За час місії Гершель провів понад 35 000 наукових спостережень і зібрав понад 25 000 годин наукових даних із приблизно 600 різних програм спостережень.
«Гершель» відіграв важливу роль у відкритті невідомого і несподіваного етапу в процесі зореутворення. Початкове підтвердження і подальша перевірка за допомогою наземних телескопів величезної діри порожнього простору, яку раніше вважали темною туманністю, в районі NGC 1999 пролила нове світло на те, як новоутворені зоряні регіони відкидають матеріал, що їх оточує.
У липні 2010 року вийшов спеціальний випуск журналу «Астрономія та астрофізика» зі 152 статтями про перші результати роботи обсерваторії.
У жовтні 2010 року вийшов другий спеціальний випуск «Астрономії та астрофізики», присвячений єдиному приладу HIFI, через його технічну несправність, яка вивела його з ладу на 6 місяців (з серпня 2009 року по лютий 2010 року).
1 серпня 2011 року повідомлялося, що молекулярний кисень був остаточно підтверджений у космосі за допомогою космічного телескопа «Гершель» — це вже другий випадок, коли вчені знайшли молекулу в космосі. Раніше про це повідомляла команда Odin.
У звіті, опублікованому у жовтні 2011 року в журналі Nature, йшлося про те, що вимірювання телескопом «Гершель» рівня дейтерію в кометі 103P/Гартлі свідчать про те, що більша частина води на Землі могла спочатку з'явитися в результаті кометних ударів. 20 жовтня 2011 року стало відомо, що в акреційному диску молодої зорі було виявлено океанічну кількість холодної водяної пари. На відміну від теплої водяної пари, яку раніше виявляли поблизу зірок, що формуються, холодна водяна пара здатна утворювати комети, які потім можуть приносити воду на внутрішні планети, як це передбачається в теорії походження води на Землі.
18 квітня 2013 року команда Гершеля оголосила в черговій статті в журналі Nature, що вони виявили виняткову зоряну галактику, яка продукує понад 2 000 зірок сонячної маси на рік. Галактика, названа HFLS3, розташована на z = 6,34 і виникла лише через 880 мільйонів років після Великого Вибуху.
За кілька днів до завершення своєї місії ЄКА оголосило, що спостереження «Гершеля» привели до висновку, що вода на Юпітер потрапила в результаті зіткнення комети Шумейкера-Леві 9 у 1994 році.
22 січня 2014 року вчені ЄКА, використовуючи дані «Гершеля», вперше достеменно повідомили про виявлення водяної пари на карликовій планеті Церера, найбільшому об'єкті в поясі астероїдів. Це відкриття є несподіваним, оскільки комети, а не астероїди, зазвичай вважаються такими, що «проростають струменями і шлейфами». За словами одного з учених, «межі між кометами і астероїдами стають все більш розмитими».

## Завершення місії

Анімація траєкторії космічної обсерваторії Гершель навколо Землі з 14 травня 2009 року по 31 грудня 2049 року
Космічна обсерваторія Гершель·
Земля

29 квітня 2013 року ЄКА оголосило, що запаси рідкого гелію, який використовувався для охолодження приладів і детекторів на борту, вичерпалися, що призвело до завершення місії «Гершель». Оскільки орбіта Гершеля навколо точки L2 нестабільна, ЄКА хотіло скерувати апарат на визначену траєкторію. Керівництво ЄКА розглядало два варіанти:
- Вивести Гершель на геліоцентричну орбіту, де він не зустрінеться з Землею щонайменше кілька сотень років.
- Спрямувати Гершель на Місяць для руйнівного високошвидкісного зіткнення, яке б допомогло у пошуках води на місячному полюсі. Гершель міг долетіти до Місяця приблизно за 100 днів[45].

Керівництво обрало перший варіант, оскільки він був дешевшим.
17 червня 2013 року «Гершель» повністю деактивували, його паливні баки примусово спустошили, а бортовий комп'ютер запрограмували на припинення зв'язку із Землею. Остання команда, яка перервала зв'язок, була надіслана з Європейського центру космічних операцій (ESOC) о 12:25 UTC.
Післяопераційна фаза місії тривала до 2017 року. Основними завданнями були консолідація та уточнення калібрування приладів, покращення якості даних, а також обробка даних для створення масиву науково підтверджених даних.

### Після Гершеля
Після закриття «Гершеля» деякі європейські астрономи виступили за спільний європейсько-японський проєкт SPICA з обсерваторії далекого інфрачервоного діапазону, а також за продовження партнерства ESA з NASA в проєкті Космічний телескоп ім. Джеймса Вебба. Джеймс Вебб охоплює ближній інфрачервоний спектр від 0,6 до 28,5 мкм, а SPICA охоплює середній та дальній інфрачервоний спектральний діапазон від 12 до 230 мкм. В той час як залежність Гершеля від рідкого гелієвого теплоносія обмежувала термін експлуатації близько трьох років, SPICA використовувала б механічні охолоджувачі Джоуля-Томсона для підтримання кріогенних температур протягом більш тривалого періоду часу. Чутливість SPICA мала бути на два порядки вищою, ніж у Гершеля.
Запропонований NASA космічний телескоп Origins (OST) також спостерігатиме в далекому інфрачервоному діапазоні світла. Європа очолювала дослідження одного з п'яти інструментів OST — гетеродинного приймача для OST (HERO).